# Bžany, Stropkov
Bžany este o comună slovacă, aflată în districtul Stropkov din regiunea Prešov. Localitatea se află la altitudinea de 172 m deasupra n.m., se întinde pe o suprafață de 17,06 km2 și în 2017 număra 164 de locuitori.

## Istoric
Localitatea Bžany este atestată documentar din 1372.

## Demografie
| An:                | 1994 | 2004    | 2014   | 2024    |
| ------------------ | ---- | ------- | ------ | ------- |
| Număr de persoane: | 144  | 172     | 168    | 223     |
| Diferență:         |      | +19,44% | −2,32% | +32,73% |

| An:                | 2023 | 2024   |
| ------------------ | ---- | ------ |
| Număr de persoane: | 229  | 223    |
| Diferență:         |      | −2,62% |